# Поселения Москвы
| Москва, Россия           | Герб Москвы |
| Административных округов | 12          |
| Районов                  | 132         |

Поселе́ние — название территориальных единиц и типа муниципальных образований, существовавших в городе Москве на территориях, включённых в состав Москвы из Московской области в ходе реализации проекта по расширению границ Москвы с 1 июля 2012 года . Поселения упразднены 8 мая 2024 года в результате административно-территориальной реформы ТиНАО как административно-территориальные и как муниципальные единицы. На их месте создано семь укрупненных районов и один городской округ.

## Территориальная единица
Согласно редакции закона «О территориальном делении Москвы» (вступил в силу с 1 июля 2012 года) в административном плане Москва была разделена на административные округа, которые в свою очередь делились на районы и поселения. При этом поселения были образованы на землях так называемой Новой Москвы, то есть включённых в состав Москвы в соответствии с Соглашением об изменении границы между субъектами Российской Федерации городом Москвой и Московской областью от 29 ноября 2011 года.

## Муниципальное образование
Редакцией закона «Об организации местного самоуправления в городе Москве» (вступил в силу также с 1 июля 2012 года) предусматривались также создание нового типа муниципального образования в Москве — поселения.

### Полномочия поселений
1. формирование, утверждение, исполнение местного бюджета и контроль за исполнением данного бюджета;
2. владение, пользование и распоряжение имуществом, находящимся в муниципальной собственности поселения;
3. организация в границах поселения электро-, тепло-, газо- и водоснабжения населения, водоотведения, снабжения населения топливом;
4. дорожная деятельность в отношении автомобильных дорог местного значения поселения и обеспечение безопасности дорожного движения на них, включая создание и обеспечение функционирования парковок (парковочных мест), осуществление муниципального контроля за сохранностью автомобильных дорог местного значения поселения, а также осуществление иных полномочий в области использования автомобильных дорог и осуществления дорожной деятельности в соответствии с федеральным законодательством и нормативными правовыми актами города Москвы;
5. обеспечение малоимущих граждан, проживающих в поселении и нуждающихся в улучшении жилищных условий, жилыми помещениями в муниципальном жилищном фонде в соответствии с жилищным законодательством, организация строительства и содержания муниципального жилищного фонда, создание условий для жилищного строительства;
6. создание условий для предоставления транспортных услуг населению и организация транспортного обслуживания населения на автомобильных дорогах местного значения поселения;
7. участие в профилактике терроризма и экстремизма, а также в минимизации и (или) ликвидации последствий проявлений терроризма и экстремизма в границах поселения;
8. участие в предупреждении и ликвидации последствий чрезвычайных ситуаций в границах поселения;
9. обеспечение первичных мер пожарной безопасности в границах поселения;
10. создание условий для обеспечения жителей поселения услугами связи, общественного питания, бытового обслуживания и торговли, за исключением полномочий по организации розничных рынков;
11. организация библиотечного обслуживания населения, комплектование и обеспечение сохранности библиотечных фондов библиотек поселения;
12. создание условий для организации досуга и обеспечения жителей поселения услугами организаций культуры;
13. создание условий для развития местного традиционного народного художественного творчества, участие в сохранении, возрождении и развитии народных художественных промыслов в поселении;
14. сохранение, использование и популяризация объектов культурного наследия (памятников истории и культуры), находящихся в муниципальной собственности, охрана объектов культурного наследия (памятников истории и культуры) местного (муниципального) значения, расположенных на территории поселения;
15. обеспечение условий для развития на территории поселения физической культуры и массового спорта, организация проведения официальных физкультурно-оздоровительных и спортивных мероприятий поселения;
16. создание условий для массового отдыха жителей поселения и организация обустройства мест массового отдыха населения, включая обеспечение свободного доступа граждан к водным объектам общего пользования и их береговым полосам;
17. осуществление в пределах, установленных водным законодательством Российской Федерации, полномочий собственника водных объектов, информирование населения об ограничениях их использования;
18. формирование архивных фондов поселения;
19. организация ритуальных услуг и содержание муниципальных мест захоронения;
20. организация сбора и вывоза бытовых отходов и мусора;
21. утверждение правил благоустройства территории поселения, устанавливающих в том числе требования по содержанию зданий (включая жилые дома), сооружений и земельных участков, на которых они расположены, к внешнему виду фасадов и ограждений соответствующих зданий и сооружений, перечень работ по благоустройству и периодичность их выполнения; установление порядка участия собственников зданий (помещений в них) и сооружений в благоустройстве прилегающих территорий; организация благоустройства территории поселения (включая освещение улиц, озеленение территории, установку указателей с наименованиями улиц и номерами домов, размещение и содержание малых архитектурных форм);
22. присвоение наименований улицам, площадям и иным территориям проживания граждан в поселении, установление нумерации домов в порядке, установленном нормативными правовыми актами города Москвы;
23. организация и осуществление мероприятий по гражданской обороне, защите населения и территории поселения от чрезвычайных ситуаций природного и техногенного характера;
24. управление и распоряжение земельными участками, находящимися в муниципальной собственности, резервирование и изъятие, в том числе путём выкупа, земельных участков в границах поселения для муниципальных нужд, осуществление земельного контроля за использованием земель, находящихся в муниципальной собственности, на территории поселения;
25. создание, содержание и организация деятельности аварийно-спасательных служб и (или) аварийно-спасательных формирований на территории поселения;
26. осуществление мероприятий по обеспечению безопасности людей на водных объектах, охране их жизни и здоровья;
27. создание, развитие и обеспечение охраны лечебно-оздоровительных местностей и курортов местного значения на территории поселения, а также осуществление муниципального контроля в области использования и охраны особо охраняемых природных территорий местного значения;
28. содействие в развитии сельскохозяйственного производства, создание условий для развития малого и среднего предпринимательства;
29. организация и осуществление муниципальных мероприятий по работе с детьми и молодежью на территории поселения;
30. оказание поддержки социально ориентированным некоммерческим организациям в пределах полномочий, установленных статьями 31.1 и 31.3 Федерального закона от 12 января 1996 года № 7-ФЗ «О некоммерческих организациях»;
31. создание условий для деятельности добровольных формирований населения по охране общественного порядка;
32. осуществление муниципального лесного контроля;
33. осуществление мер по противодействию коррупции в границах поселения;
34. осуществление муниципального контроля за проведением муниципальных лотерей;
35. предоставление помещения для работы на обслуживаемом административном участке поселения сотруднику, замещающему должность участкового уполномоченного полиции;
36. до 1 января 2017 года предоставление сотруднику, замещающему должность участкового уполномоченного полиции, и членам его семьи жилого помещения на период выполнения сотрудником обязанностей по указанной должности;
37. обеспечение выполнения работ, необходимых для создания искусственных земельных участков для нужд поселения, проведение открытого аукциона на право заключить договор о создании искусственного земельного участка в соответствии с федеральным законом.

## Список поселений Москвы
В данном списке представлены статистические данные по 21 поселению, существовавшим в границах Новомосковского и Троицкого административных округов с 2012 по 2024 год.
Статус «поселения» как территориальной единицы с 1 июля 2012 года получили как бывшие сельские и городские поселения Московской области и два городских округа (Троицк и Щербинка).
2 поселения были образованы из городов областного подчинения Троицка и Щербинки; 3 поселения (Московский, Кокошкино и Киевский) — из города районного значения (Московский) и посёлков городского типа (дачный посёлок Кокошкино, рабочий посёлок Киевский) с административной территорией (подчинёнными населёнными пунктами).
Таким образом, двум административным единицам со статусом «поселение» соответствовали муниципальные образования со статусом «городской округ» (Троицк и Щербинка), а остальным — со статусом «поселение».
С 8 мая 2024 года все поселения были упразднены, и вместо них были созданы 8 районов.
| Флаг | Герб | Название            | Тип муниципального образования | Административный округ | Площадь, км² (1 января 2012) | Население, чел. (1 января 2014—2024) | Статус муниципального образования в составе Московской области (до 1 июля 2012 года) | Муниципальный район Московской области (до 1 июля 2012 года) | Вошло в район (с 8 мая 2024 года)        |
| ---- | ---- | ------------------- | ------------------------------ | ---------------------- | ---------------------------- | ------------------------------------ | ------------------------------------------------------------------------------------ | ------------------------------------------------------------ | ---------------------------------------- |
|      |      | Внуковское          | поселение                      | Новомосковский         | 25,60                        | 4066 ↗64 390                         | сельское поселение                                                                   | Ленинский                                                    | Внуково                                  |
|      |      | Вороновское         | поселение                      | Троицкий               | 206,26                       | 8450 ↘14 565                         | сельское поселение                                                                   | Подольский                                                   | Вороново                                 |
|      |      | Воскресенское       | поселение                      | Новомосковский         | 24,77                        | 7495 ↘19 919                         | сельское поселение                                                                   | Ленинский                                                    | Коммунарка, Щербинка                     |
|      |      | Десёновское         | поселение                      | Новомосковский         | 52,96                        | 14126 ↗47 195                        | сельское поселение                                                                   | Ленинский                                                    | Коммунарка, Троицк                       |
|      |      | Киевский            | поселение                      | Троицкий               | 56,50                        | 9871 ↘12 040                         | городское поселение                                                                  | Наро-Фоминский                                               | Бекасово                                 |
|      |      | Клёновское          | поселение                      | Троицкий               | 116,00                       | 3143 ↗5747                           | сельское поселение                                                                   | Подольский                                                   | Вороново, Краснопахорский                |
|      |      | Кокошкино           | поселение                      | Новомосковский         | 9,00                         | 13055 ↘21 756                        | городское поселение                                                                  | Наро-Фоминский                                               | Внуково                                  |
|      |      | Краснопахорское     | поселение                      | Троицкий               | 87,78                        | 4503 ↗13 029                         | сельское поселение                                                                   | Подольский                                                   | Вороново, Краснопахорский                |
|      |      | Марушкинское        | поселение                      | Новомосковский         | 50,63                        | 5987 ↗16 230                         | сельское поселение                                                                   | Наро-Фоминский                                               | Краснопахорский, Внуково, Филимонковский |
|      |      | Михайлово-Ярцевское | поселение                      | Троицкий               | 63,77                        | 5073 ↘9107                           | сельское поселение                                                                   | Подольский                                                   | Вороново, Краснопахорский                |
|      |      | Московский          | поселение                      | Новомосковский         | 40,38                        | 27814 ↗114 244                       | городское поселение                                                                  | Ленинский                                                    | Коммунарка, Филимонковский               |
|      |      | Мосрентген          | поселение                      | Новомосковский         | 6,41                         | 17628 ↘21 590                        | сельское поселение                                                                   | Ленинский                                                    | Коммунарка                               |
|      |      | Новофёдоровское     | поселение                      | Троицкий               | 156,75                       | 6453 ↗23 187                         | сельское поселение                                                                   | Наро-Фоминский                                               | Бекасово, Вороново                       |
|      |      | Первомайское        | поселение                      | Троицкий               | 118,94                       | 7962 ↗27 069                         | сельское поселение                                                                   | Наро-Фоминский                                               | Краснопахорский, Филимонковский          |
|      |      | Роговское           | поселение                      | Троицкий               | 175,95                       | 2815 ↗6688                           | сельское поселение                                                                   | Подольский                                                   | Вороново                                 |
|      |      | Рязановское         | поселение                      | Новомосковский         | 41,41                        | 19303 ↗33 033                        | сельское поселение                                                                   | Подольский                                                   | Щербинка                                 |
|      |      | Сосенское           | поселение                      | Новомосковский         | 66,81                        | 11095 ↗122 303                       | сельское поселение                                                                   | Ленинский                                                    | Коммунарка                               |
|      |      | Троицк              | городской округ                | Троицкий               | 16,33                        | 47291 ↗71 615                        | городской округ                                                                      |                                                              | Троицк                                   |
|      |      | Филимонковское      | поселение                      | Новомосковский         | 35,77                        | 6507 ↗17 811                         | сельское поселение                                                                   | Ленинский                                                    | Коммунарка, Филимонковский               |
|      |      | Щаповское           | поселение                      | Троицкий               | 86,06                        | 7804 ↗13 360                         | сельское поселение                                                                   | Подольский                                                   | Вороново, Краснопахорский                |
|      |      | Щербинка            | городской округ                | Новомосковский         | 7,62                         | 38905 ↗56 531                        | городской округ                                                                      |                                                              | Щербинка                                 |